# Хосе Торибио Мерино
Хосѐ Торѝбио Мерѝно Ка̀стро (на испански: José Toribio Merino Castro) е чилийски адмирал.
Роден е на 14 декември 1915 година в Ла Серена в семейството на висш офицер от военноморския флот. През 1936 година завършва военноморска академия, след което служи във флота. През 1973 година е сред ръководителите на военния преврат и до 1990 година е командващ флота и една от главните фигури на установената след преврата военна диктатура начело с Аугусто Пиночет.
Хосе Торибио Мерино умира от лимфома на 30 август 1996 година във Виня дел Мар.